# Nadir

Zenith en nadir van een persoon

Het nadir (van het Arabisch نظير nathir, "tegenovergesteld") is in de astronomie het punt dat recht tegenover het zenit staat: het punt recht onder de waarnemer. Het zenit staat dus recht boven iemands hoofd en het nadir dus precies onder die persoon. 
Het is dus het laagste punt van de sterrenhemel, vanuit het punt waar de waarnemer staat.